# Liste des Z 58000 / Z 58500
Cette page est une annexe de l'article « Z 58000 / Z 58500 ».
Cette liste recense les éléments du parc du Z 58000 / Z 58500, matériel roulant de la Société nationale des chemins de fer français (SNCF) circulant depuis 2023 sur les lignes D et E du Réseau express régional d'Île-de-France.

## État du matériel

### Classement par supervision technique de flotte (STF)
Au 18 mai 2025, sur les 72 rames de la première tranche de commande, 59 rames ont été livrées à la SNCF dont 10 rames sont en essai (3 Z 58000 et 7 Z 58500). Elles sont gérés par deux supervisions techniques de flotte (STF) :
| Ligne                                 | Rame    | STF (code)                         | Composition | Exemplaires* | Dépôt titulaire                           |
| ------------------------------------- | ------- | ---------------------------------- | ----------- | ------------ | ----------------------------------------- |
| (RER) · (E)                           | Z 58000 | STF Transilien E - P et T4 (SPE)   | 6 caisses   | 130          | Noisy-le-Sec                              |
| (RER) · (D)                           | Z 58500 | STF Transilien lignes D et R (SLD) | 7 caisses   | 132          | Villeneuve-Saint-Georges/Les Joncherolles |
| * rames en service et rames en essai. |         |                                    |             |              |                                           |

Les rames Z 58000 (rames courtes à 6 caisses) sont marquées avec la lettre K, les rames Z 58500 (rames longues à 7 caisses) avec la lettre M.

### Listes par séries

#### Liste des Z 58000
| Rames | Motrices   | Mise en service ou transformation | Radiation | Livrée                  | Nombre de caisses | STF | Équipements intérieurs   | Baptême (date) | Activité    | Particularité | Dépôt        |
| ----- | ---------- | --------------------------------- | --------- | ----------------------- | ----------------- | --- | ------------------------ | -------------- | ----------- | ------------- | ------------ |
| 001K  | Z 58001/02 | En essai                          | /         | Île-de-France Mobilités | 6                 | /   | SIVE - vidéosurveillance | /              | (RER) · (E) | Essai NExTEO  | Noisy-le-Sec |
| 002K  | Z 58003/04 | En essai                          | /         | Île-de-France Mobilités | 6                 | /   | SIVE - vidéosurveillance | /              | (RER) · (E) | Essai NExTEO  | Noisy-le-Sec |
| 003K  | Z 58005/06 | 23 octobre 2023                   | /         | Île-de-France Mobilités | 6                 | /   | SIVE - vidéosurveillance | /              | (RER) · (E) | /             | Noisy-le-Sec |
| 004K  | Z 58007/08 | 30 octobre 2023                   | /         | Île-de-France Mobilités | 6                 | /   | SIVE - vidéosurveillance | /              | (RER) · (E) | /             | Noisy-le-Sec |
| 005K  | Z 58009/10 | 6 octobre 2023                    | /         | Île-de-France Mobilités | 6                 | /   | SIVE - vidéosurveillance | /              | (RER) · (E) | /             | Noisy-le-Sec |
| 006K  | Z 58011/12 | 20 novembre 2023                  | /         | Île-de-France Mobilités | 6                 | /   | SIVE - vidéosurveillance | /              | (RER) · (E) | /             | Noisy-le-Sec |
| 007K  | Z 58013/14 | 6 octobre 2023                    | /         | Île-de-France Mobilités | 6                 | /   | SIVE - vidéosurveillance | /              | (RER) · (E) | /             | Noisy-le-Sec |
| 008K  | Z 58015/16 | 6 octobre 2023                    | /         | Île-de-France Mobilités | 6                 | /   | SIVE - vidéosurveillance | /              | (RER) · (E) | /             | Noisy-le-Sec |
| 009K  | Z 58017/18 | 17 octobre 2023                   | /         | Île-de-France Mobilités | 6                 | /   | SIVE - vidéosurveillance | /              | (RER) · (E) | /             | Noisy-le-Sec |
| 010K  | Z 58019/20 | 20 novembre 2023                  | /         | Île-de-France Mobilités | 6                 | /   | SIVE - vidéosurveillance | /              | (RER) · (E) | /             | Noisy-le-Sec |
| 011K  | Z 58021/22 | 29 janvier 2024                   | /         | Île-de-France Mobilités | 6                 | /   | SIVE - vidéosurveillance | /              | (RER) · (E) | /             | Noisy-le-Sec |
| 012K  | Z 58023/24 | 13 octobre 2023                   | /         | Île-de-France Mobilités | 6                 | /   | SIVE - vidéosurveillance | /              | (RER) · (E) | /             | Noisy-le-Sec |
| 013K  | Z 58025/26 | 6 octobre 2023                    | /         | Île-de-France Mobilités | 6                 | /   | SIVE - vidéosurveillance | /              | (RER) · (E) | /             | Noisy-le-Sec |
| 014K  | Z 58027/28 | 8 mars 2024                       | /         | Île-de-France Mobilités | 6                 | /   | SIVE - vidéosurveillance | /              | (RER) · (E) | /             | Noisy-le-Sec |
| 015K  | Z 58029/30 | 8 mars 2024                       | /         | Île-de-France Mobilités | 6                 | /   | SIVE - vidéosurveillance | /              | (RER) · (E) | /             | Noisy-le-Sec |
| 016K  | Z 58031/32 | 2 novembre 2023                   | /         | Île-de-France Mobilités | 6                 | /   | SIVE - vidéosurveillance | /              | (RER) · (E) | /             | Noisy-le-Sec |
| 017K  | Z 58033/34 | 4 décembre 2023                   | /         | Île-de-France Mobilités | 6                 | /   | SIVE - vidéosurveillance | /              | (RER) · (E) | /             | Noisy-le-Sec |
| 018K  | Z 58035/36 | 4 avril 2024                      | /         | Île-de-France Mobilités | 6                 | /   | SIVE - vidéosurveillance | /              | (RER) · (E) | /             | Noisy-le-Sec |
| 019K  | Z 58037/38 | 22 avril 2024                     | /         | Île-de-France Mobilités | 6                 | /   | SIVE - vidéosurveillance | /              | (RER) · (E) | /             | Noisy-le-Sec |
| 020K  | Z 58039/40 | 22 mai 2024                       | /         | Île-de-France Mobilités | 6                 | /   | SIVE - vidéosurveillance | /              | (RER) · (E) | /             | Noisy-le-Sec |
| 023K  | Z 58045/46 | 26 juillet 2024                   | /         | Île-de-France Mobilités | 6                 | /   | SIVE - vidéosurveillance | /              | (RER) · (E) | /             | Noisy-le-Sec |
| 024K  | Z 58047/48 | 2 août 2024                       | /         | Île-de-France Mobilités | 6                 | /   | SIVE - vidéosurveillance | /              | (RER) · (E) | /             | Noisy-le-Sec |
| 025K  | Z 58049/50 | 2 août 2024                       | /         | Île-de-France Mobilités | 6                 | /   | SIVE - vidéosurveillance | /              | (RER) · (E) | /             | Noisy-le-Sec |
| 026K  | Z 58051/52 | 15 juin 2024                      | /         | Île-de-France Mobilités | 6                 | /   | SIVE - vidéosurveillance | /              | (RER) · (E) | /             | Noisy-le-Sec |
| 028K  | Z 58055/56 | 30 août 2024                      | /         | Île-de-France Mobilités | 6                 | /   | SIVE - vidéosurveillance | /              | (RER) · (E) | /             | Noisy-le-Sec |
| 029K  | Z 58057/58 | 16 septembre 2024                 | /         | Île-de-France Mobilités | 6                 | /   | SIVE - vidéosurveillance | /              | (RER) · (E) | /             | Noisy-le-Sec |
| 030K  | Z 58059/60 | 3 octobre 2024                    | /         | Île-de-France Mobilités | 6                 | /   | SIVE - vidéosurveillance | /              | (RER) · (E) | /             | Noisy-le-Sec |
| 031K  | Z 58061/62 | 23 septembre 2024                 | /         | Île-de-France Mobilités | 6                 | /   | SIVE - vidéosurveillance | /              | (RER) · (E) | /             | Noisy-le-Sec |
| 032K  | Z 58063/64 | 3 octobre 2024                    | /         | Île-de-France Mobilités | 6                 | /   | SIVE - vidéosurveillance | /              | (RER) · (E) | /             | Noisy-le-Sec |
| 033K  | Z 58065/66 | 30 octobre 2024                   | /         | Île-de-France Mobilités | 6                 | /   | SIVE - vidéosurveillance | /              | (RER) · (E) | /             | Noisy-le-Sec |
| 034K  | Z 58067/68 | 30 octobre 2024                   | /         | Île-de-France Mobilités | 6                 | /   | SIVE - vidéosurveillance | /              | (RER) · (E) | /             | Noisy-le-Sec |
| 035K  | Z 58069/70 | 13 décembre 2024                  | /         | Île-de-France Mobilités | 6                 | /   | SIVE - vidéosurveillance | /              | (RER) · (E) | /             | Noisy-le-Sec |
| 036K  | Z 58071/72 | 4 décembre 2024                   | /         | Île-de-France Mobilités | 6                 | /   | SIVE - vidéosurveillance | /              | (RER) · (E) | /             | Noisy-le-Sec |
| 037K  | Z 58073/74 | 9 décembre 2024                   | /         | Île-de-France Mobilités | 6                 | /   | SIVE - vidéosurveillance | /              | (RER) · (E) | /             | Noisy-le-Sec |
| 038K  | Z 58075/76 | 28 novembre 2024                  | /         | Île-de-France Mobilités | 6                 | /   | SIVE - vidéosurveillance | /              | (RER) · (E) | /             | Noisy-le-Sec |
| 039K  | Z 58077/78 | 4 décembre 2024                   | /         | Île-de-France Mobilités | 6                 | /   | SIVE - vidéosurveillance | /              | (RER) · (E) | /             | Noisy-le-Sec |
| 040K  | Z 58079/80 | 16 janvier 2025                   | /         | Île-de-France Mobilités | 6                 | /   | SIVE - vidéosurveillance | /              | (RER) · (E) | /             | Noisy-le-Sec |
| 041K  | Z 58081/82 | 20 décembre 2024                  | /         | Île-de-France Mobilités | 6                 | /   | SIVE - vidéosurveillance | /              | (RER) · (E) | /             | Noisy-le-Sec |
| 043K  | Z 58085/86 | 21 février 2025                   | /         | Île-de-France Mobilités | 6                 | /   | SIVE - vidéosurveillance | /              | (RER) · (E) | /             | Noisy-le-Sec |
| 046K  | Z 58091/92 | 7 Mars 2025                       | /         | Île-de-France Mobilités | 6                 | /   | SIVE - vidéosurveillance | /              | (RER) · (E) | /             | Noisy-le-Sec |

#### Liste des Z 58500
| Rames | Motrices   | Mise en service ou transformation | Radiation | Livrée                  | Nombre de caisses | STF | Équipements intérieurs   | Baptême (date) | Activité    | Particularité | Dépôt                    |
| ----- | ---------- | --------------------------------- | --------- | ----------------------- | ----------------- | --- | ------------------------ | -------------- | ----------- | ------------- | ------------------------ |
| 002M  | Z 58503/04 | En essai                          | /         | Île-de-France Mobilités | 6                 | /   |                          | /              | (RER) · (D) | /             | Villeneuve-Saint-Georges |
| 004M  | Z 58507/08 | En essai                          | /         | Île-de-France Mobilités | 7                 | /   |                          | /              | (RER) · (D) | /             | Villeneuve-Saint-Georges |
| 007M  | Z 58513/14 | 15 octobre 2024                   | /         | Île-de-France Mobilités | 7                 | /   | SIVE - vidéosurveillance | /              | (RER) · (D) | /             | Villeneuve-Saint-Georges |
| 008M  | Z 58515/16 | En essai                          | /         | Île-de-France Mobilités | 7                 | /   |                          | /              | (RER) · (D) | /             | Villeneuve-Saint-Georges |
| 009M  | Z 58517/18 | 13 septembre 2024                 | /         | Île-de-France Mobilités | 7                 | /   | SIVE - vidéosurveillance | /              | (RER) · (D) | /             | Villeneuve-Saint-Georges |
| 010M  | Z 58519/20 | 18 septembre 2024                 | /         | Île-de-France Mobilités | 7                 | /   | SIVE - vidéosurveillance | /              | (RER) · (D) | /             | Villeneuve-Saint-Georges |
| 011M  | Z 58521/22 | 27 septembre 2024                 | /         | Île-de-France Mobilités | 7                 | /   | SIVE - vidéosurveillance | /              | (RER) · (D) | /             | Villeneuve-Saint-Georges |
| 012M  | Z 58523/24 | 13 septembre 2024                 | /         | Île-de-France Mobilités | 7                 | /   | SIVE - vidéosurveillance | /              | (RER) · (D) | /             | Villeneuve-Saint-Georges |
| 013M  | Z 58525/26 | 13 septembre 2024                 | /         | Île-de-France Mobilités | 7                 | /   | SIVE - vidéosurveillance | /              | (RER) · (D) | /             | Villeneuve-Saint-Georges |
| 014M  | Z 58527/28 | 13 septembre 2024                 | /         | Île-de-France Mobilités | 7                 | /   | SIVE - vidéosurveillance | /              | (RER) · (D) | /             | Villeneuve-Saint-Georges |
| 015M  | Z 58529/30 | 8 novembre 2024                   | /         | Île-de-France Mobilités | 7                 | /   | SIVE - vidéosurveillance | /              | (RER) · (D) | /             | Villeneuve-Saint-Georges |
| 016M  | Z 58531/32 | 17 avril 2025                     | /         | Île-de-France Mobilités | 7                 | /   | SIVE - vidéosurveillance | /              | (RER) · (D) | /             | Villeneuve-Saint-Georges |
| 017M  | Z 58533/34 | Juin 2025                         | /         | Île-de-France Mobilités | 7                 | /   | SIVE - vidéosurveillance | /              | (RER) · (D) | /             | Villeneuve-Saint-Georges |
| 018M  | Z 58535/36 | 24 janvier 2025                   | /         | Île-de-France Mobilités | 7                 | /   | SIVE - vidéosurveillance | /              | (RER) · (D) | /             | Villeneuve-Saint-Georges |
| 019M  | Z 58537/38 | 14 mars 2025                      | /         | Île-de-France Mobilités | 7                 | /   | SIVE - vidéosurveillance | /              | (RER) · (D) | /             | Villeneuve-Saint-Georges |
| 021M  | Z 58541/42 | 17 avril 2025                     | /         | Île-de-France Mobilités | 7                 | /   | SIVE - vidéosurveillance | /              | (RER) · (D) | /             | Villeneuve-Saint-Georges |
| 022M  | Z 58543/44 | 13 mai 2025                       | /         | Île-de-France Mobilités | 7                 | /   | SIVE - vidéosurveillance | /              | (RER) · (D) | /             | Villeneuve-Saint-Georges |
| 023M  | Z 58545/46 | Juin 2025                         | /         | Île-de-France Mobilités | 7                 | /   | SIVE - vidéosurveillance | /              | (RER) · (D) | /             | Villeneuve-Saint-Georges |
| 024M  | Z 58547/48 | Juillet 2025                      | /         | Île-de-France Mobilités | 7                 | /   | SIVE - vidéosurveillance | /              | (RER) · (D) | /             | Villeneuve-Saint-Georges |
| 025M  | Z 58549/50 | Juillet 2025                      | /         | Île-de-France Mobilités | 7                 | /   | SIVE - vidéosurveillance | /              | (RER) · (D) | /             | Villeneuve-Saint-Georges |
| 026M  | Z 58551/52 | Juin 2025                         | /         | Île-de-France Mobilités | 7                 | /   | SIVE - vidéosurveillance | /              | (RER) · (D) | /             | Villeneuve-Saint-Georges |